# Спасс-Косицы
Спасс-Косицы — деревня в Наро-Фоминском районе Московской области, входит в состав сельского поселения Волчёнковское. Численность постоянного населения по Всероссийской переписи 2010 года — 5 человек, в деревне имеются действующая Спасо-Преображенская церковь 1761 года постройки и, стоящая рядом, пока не используемая, Дмитровская церковь-колокольня того же года постройки, работы архитектора Карла Бланка. До 2006 года Спасс-Косицы входили в состав Афанасьевского сельского округа.
Деревня расположена в юго-западной части района, на левом берегу безымянного правого притока реки Исьма (приток Протвы), примерно в 14 км к юго-востоку от города Верея, у границы с Можайским районом, высота центра над уровнем моря 171 м. Ближайшие населённые пункты — Секирино в 300 м, на противоположном берегу реки, Князевое в 2 км на восток и Верховье в 2,5 км на юго-запад.

## Население
| 2002 | 2006 | 2010 |
| ---- | ---- | ---- |
| 9    | ↘7   | ↘5   |

## История

### 1942 год
16 января 1942 года разведчикам 1293 стрелкового полка 160-стрелковой дивизии стало известно о расправе гитлеровцев с мирными жителями села Спас-Косицы, которых они держали в церкви и церковных постройках. Противник практически полностью сжёг жилые дома, а население села и окрестных деревень, около 700 человек, в основном стариков, женщин с детьми согнали в церковь и заперли. Пять дней людей держали в заточении, без воды и пищи, в 20-ти градусный мороз, босиком. Церковь была заминирована, около неё расположилась засада, вооруженная пулемётами и автоматами.
В районе Спас-Косиц сержант Филипов, в разведке наткнулся на фашистскую засаду. Все разведчики погибли, кроме сержанта, который смог доползти до своих и сообщить обстановку. По приказу командира дивизии, Ф. М. Орлова, в село была направлена рота автоматчиков. При поддержке отделения 1293 стрелкового полка, под командованием младшего сержанта Сергея Григорьевича Бичука, наступавшего из соседнего Секирино село Спас-Косицы было освобождено.
Младший сержант Бичук был представлен к ордену Красной Звезды. Филипов Евгений Петрович, командир 72-го особого отделения разведки 160-й дивизии, в звании младшего лейтенанта был убит 20 января 1943 года, похоронен на дивизионном кладбище в дереве Холм Износковского района Калужской области.